# دارن الس
دارن الس (انگلیسی: Darren Eales؛ زادهٔ ۶ اوت ۱۹۷۲) بازیکن فوتبال اهل بریتانیا است.